# آرثر برادفيلد فيركلوغ
آرثر برادفيلد فيركلوغ هو عسكري كندي، ولد في 25 يوليو 1896 في تورونتو في كندا، وتوفي في 9 ديسمبر 1968.